# 피노 누아르
피노 누아(Pinot noir)는 포도(Vitis vinifera)의 재배품종이다. 이 이름은 피노 누아 포도로 만든 포도주 자체를 가리키기도 한다. 이 이름은 "소나무"와 "검정"을 뜻하는 프랑스어 낱말에서 비롯한 것이다.
피노 누아 포도는 전 세계적으로 분포되어 있고 대개가 추운 지역에 위치해 있지만 이 포도는 대체로 프랑스의 부르고뉴(영문명 버건디) 지역과 관련이 있다. 세계의 파인 와인 가운데 일부를 생산하는 것으로 널리 여겨지지만 포도주로 경작하여 변환시키는 데에는 어려운 것으로 알려져 있다. 그러나 한편 부르고뉴 와인은 세계적으로 각광받는 유명 와인들의 원산지이기도 하다.